# Irish Ice Hockey League 2009/10
Die Saison 2009/10 war die dritte und vorerst letzte Spielzeit der Irish Ice Hockey League, der höchsten irischen Eishockeyspielklasse. Meister wurden zum ersten Mal in der Vereinsgeschichte überhaupt die Charlestown Chiefs.